# غو ها را
غو ها را (هانغل: 구하라) (13 يناير 1991 – 24 نوفمبر 2019)، معروفة بشكل أفضل باسمها المختصر هارا، هي مغنية و ممثلة كورية بدأت مسيرتها الفنية عام 2008. كانت هارا عضو في فرقة الفتيات الكورية كارا وظهرت أيضًا في المسلسل الكوري صياد المدينة. ظهرت هارا لأول مرة كمغنية منفردة بعد إصدار أسطوانتها المطولة الوهارا (كان يو فيل ات). في 24 نوفمبر 2019، عثر على هارا متوفية في منزلها وهي بعمر 28 عاما.

## الحياة الشخصية

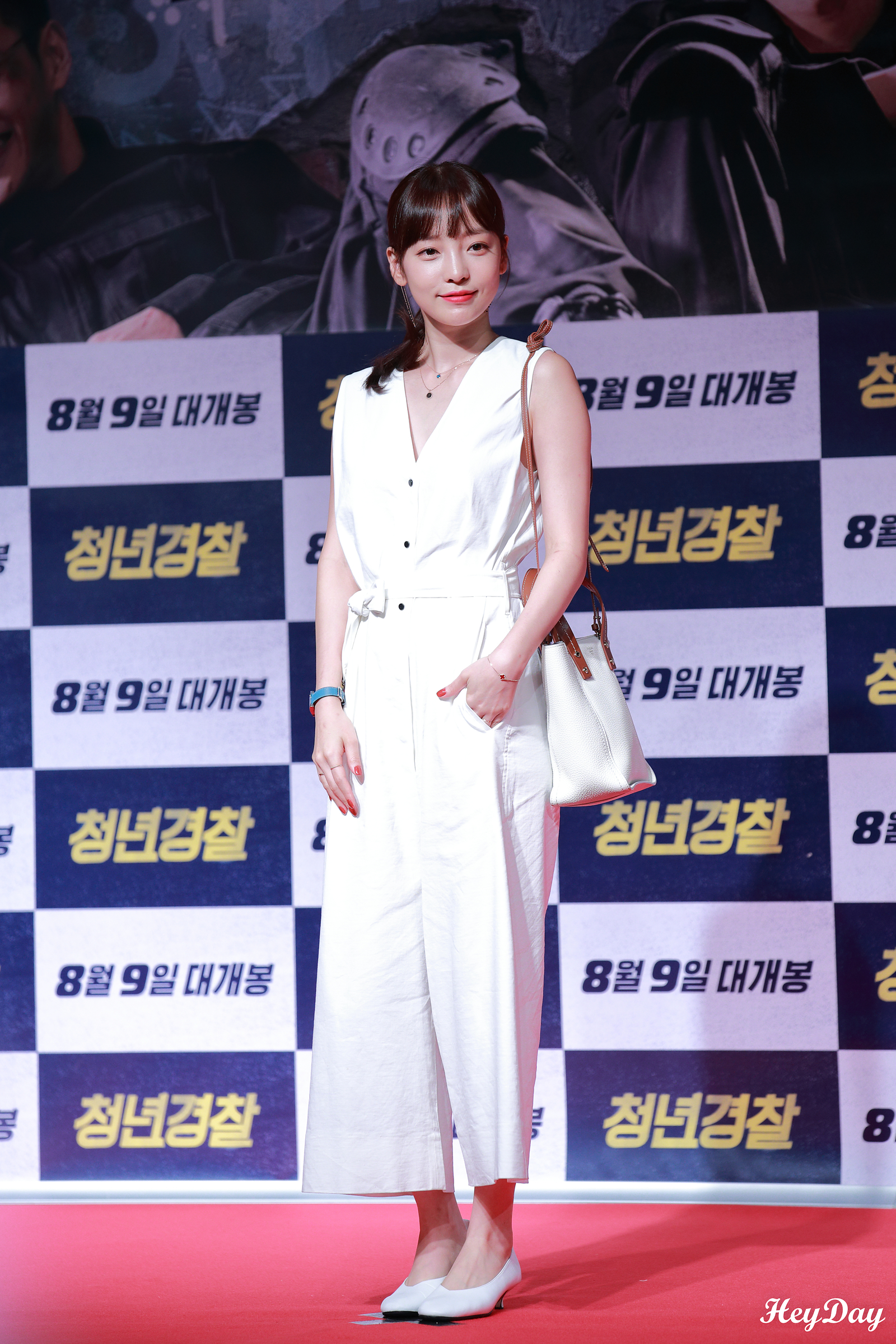
غو ها را

غو هارا ولدت في 13 يناير، 1991، في جوانج جو، كوريا الجنوبية. كانت عارضة لمركز تسوق عبر الإنترنت، بعد أن تم تحميل صورها على الصفحة الرئيسية لموقع شركة دي إس بي إنترتينمنت لاحظها الكشافة. وهكذا أصبحت جوو هارا عضوة في كارا.

## المسيرة الفنية
مثلت في مسلسل ستي هنتر مع لي مين هو وبارك مين يونغ بدور داهي ابنة الرئيس سنة 2011.

### وفاتها
يوم 24 نوفمبر 2019، أعلنت الشرطة الكورية عثورها على جثة غو ها را في شقتها، مُرفقة برسالة كتبتها تعلن فيها أنها ستُنهي حياتها بيدها.
بعد انتحار الفنان تشا إن ها أجرت صحف أبرزها نيويورك تايمز، الغارديان وددلاين هوليوود مقارنات بين انتحاره وانتحار الفنانتين والصديقتين الشابتين سولي (25 سنة) و غو ها را (28 سنة) خلال شهرين فقط. فيما دقت صحيفة كوريا تايمز ناقوس الخطر والمخاوف بشأن حالات الانتحار المقلدة.

## روابط خارجية
- غو ها را على موقع IMDb (الإنجليزية)
- غو ها را على موقع ميوزك برينز (الإنجليزية)
- غو ها را على موقع أول ميوزيك (الإنجليزية)
- غو ها را على موقع ديسكوغز (الإنجليزية)
- غو ها را على موقع قاعدة بيانات الفيلم (الإنجليزية)
- غو ها را على موقع كينوبويسك (الروسية)